# Schönbielhütte
Die Schönbielhütte ist eine Schutzhütte der Sektion Monte Rosa des Schweizer Alpen-Clubs (SAC). Sie liegt in den Schweizer Alpen auf einem Bergvorsprung gegenüber dem Matterhorn, bei Zermatt in einer Höhe von 2694 m ü. M. in den Walliser Alpen.
Die Berghütte Schönbiel ist die letzte Aufenthaltsmöglichkeit auf der „Haute Route“ Chamonix-Zermatt. Die Patrouille des Glaciers führt am Posten Schönbiel vorbei, dieser befindet sich auf dem Gletscher unterhalb der Hütte.

## Geschichte
Die Berghütte Stockje (36 Plätze) gilt als Vorläufer der heutigen Schönbielhütte. Sie wurde 1875 erbaut, 1890 jedoch durch eine Lawine zerstört. Aus diesem Grund wurde die Berghütte 1909 als Schönbühl-Hütte mit 45 Plätzen und etwas höher neu errichtet. Edward Whymper, der erste Bezwinger des Matterhorns, war bei der Einweihung der Hütte anwesend. 1955 wurde die Hütte modernisiert und ausgebaut.

## Aufstieg
Der Aufstieg zur Hütte startet bei der Bergstation der Schwarzseebahn (2583 m ü. M.) am gleichnamigen See. Von dort in etwa 2½ Stunden zur Hütte oder auf direktem Wege in 4 Stunden von Zermatt aus.

## Gipfeltouren
Folgende Gipfeltouren sind von der Hütte möglich:
- Schönbielhorn (3472 m)
- Dent Blanche (4357 m)
- Dent d’Hérens (4173 m)
- Matterhorn (Zmuttgrat) (4478 m)
- Pointe de Zinal (3791 m)
- Obergabelhorn (Arbengrat) (4063 m)